# نانسي بيشوب
نانسي بيشوب (بالإنجليزية: Nancy Bishop)‏ هي مخرجة أمريكية، ولدت في 6 يناير 1966 في نيو إنجلاند في الولايات المتحدة.

## وصلات خارجية
- نانسي بيشوب على موقع IMDb (الإنجليزية)
- نانسي بيشوب على موقع قاعدة بيانات الفيلم (الإنجليزية)